# Solenopsis richardi
Solenopsis richardi es una especie de hormiga del género Solenopsis, subfamilia Myrmicinae.